# كارقندا

موقع المدينة

كارقندا (بالقازاقية: Қарағанды)‏ هي عاصمة إقليم كارقندا وسط كازاخستان. وهي خامس أكبر مدينة من حيث عدد السكان في كازاخستان، بعد ألماتي وآستانا وشيمكنت وأكتوبي. يبلغ عدد سكانها 900,000 نسمة (تقدير عام 2023 )، 459,778 (نتائج التعداد لعام 2009)، 436,864 (نتائج التعداد لعام 1999). وتقع كارقندا على بعد حوالي 230 كم (140 ميلا) جنوب شرق عاصمة كازاخستان أستانا.
في الأربعينيات من القرن الماضي، كان ما يصل إلى 70٪ من سكان المدينة من أصل ألماني. كان معظم الألمان من ألمان الفولغا السوفييت الذين تم ترحيلهم بشكل جماعي إلى سيبيريا وكازاخستان بأمر ستالين عندما غزا هتلر شرق بولندا السوفيتي والاتحاد السوفيتي في عام 1941. حتى الخمسينيات، تم اعتقال العديد من هؤلاء المرحلين في معسكرات العمل، غالبًا لمجرد أنهم كانوا من أصل ألماني. وانخفض عدد سكان كارقندا بنسبة 14٪ من عام 1989 إلى عام 1999 بعد تفكك الاتحاد السوفيتي؛ وكانت ذات يوم ثاني أكبر مدينة في كازاخستان بعد ألماتي. هاجر أكثر من 100,000 شخص منذ ذلك الحين إلى ألمانيا. هناك أيضًا استيطان للأعراق البولندية في المدينة.

## أصل الاسم
اسم كارقندا مشتق من شجيرات قرغانة (كارغانا أربوريسنس، كارغانا فروتكس)، وهي وفيرة في المنطقة.

## التاريخ
يعود تاريخ كارقندا الحديثة إلى عام 1833، عندما يزعم أن ا وجد الفحم في موقع المدينة، مما أدى إلى طفرة تعدين الفحم. بحلول أواخر القرن التاسع عشر، جذبت المناجم المحلية عمالا من القرى المجاورة والتجار الروس ورجال الأعمال من فرنسا وإنجلترا. بعد هذه الطفرة الأولية، تم التخلي عن الألغام، ولكن غالبا ما لا تزال توصف على خرائط المدينة بأنها المدينة القديمة، ولكن لم يبق شيء تقريبا في ذلك الموقع.

## الجغرافيا
تقع كارقندا في منطقة السهوب في مرتفعات كازاخستان على ارتفاع 546 مترا (1791 قدما). يتدفق إلى الشمال الشرقي نهر نورا وإلى الغرب شيروباينورا، رافده الرئيسي. في الجزء الجنوبي من المدينة يقع خزان فيدوروف، الذي بني في عام 1941 عن طريق ملء حفرة منجم للفحم بمياه نهر سوكير الذي يتدفق على طول الحد الجنوبي. يرتفع نطاق Bugyly (Бұғылы)، الذي يصل ارتفاعه إلى 1,187 مترا (3894 قدما)، حوالي 60 كم (37 مليون) إلى الجنوب من المدينة. تقع محمية بوجيلي الطبيعية في النطاق أيضا.

## النتائج الأثرية
في يوليو 2019، تم اكتشاف رفات زوجين شابين مدفونين وجها لوجه يعود تاريخها إلى 4000 عام في منطقة كارقندا في وسط كازاخستان من قبل مجموعة من علماء الآثار بقيادة إيغور كوكوشكين من معهد سارياركا الأثري في كارقندا . من المفترض أن الزوجين من العصر البرونزي كانا يبلغان من العمر 16 أو 17 عاما عندما توفيا. يفترض كوكوشكين أنهم كانوا من عائلة نبيلة بفضل القطع الأثرية الذهبية والمجوهرات المدفونة، والأواني الخزفية، وسوار المرأة على كل حبات ذراع، وبقايا الخيول والسكاكين الموجودة في القبر.

## الثقافة

### دين
المدينة هي مقر أبرشية كارقندا للروم الكاثوليك

### مسرح
يُعد قصر عمال المناجم للثقافة معلمًا بارزًا في كارقندا.

### الرياضة
نادي شاختار كارقندا هو نادي كرة قدم مقره في المدينة، ويلعب في ملعب شاختيور. احتل المركز السابع في دوري كازاخستان الممتاز في عام 2022. فاز آخر مرة بالمسابقة في موسم 2012، وفاز أيضًا بكأس كازاخستان في عام 2013. أحد أكبر إنجازات النادي هو الفوز على نادي سلتيك الإسكتلندي في الجولات التأهيلية لدوري أبطال أوروبا في عام 2013، بنتيجة 2-0. سارياركا كارقندا هو فريق ناجح جدًا في رياضة هوكي الجليد وهو بطل دوري كازاخستان للمحترفين للهوكي الحالي والذي كان يلعب في دوري الهوكي الأعلى الذي يتخذ من روسيا مقرا له (VHL).

### المعالم الأثرية
- في 28 مايو 2011، نصب تذكاري للشعار الشهير "أين-أين؟ في كارقندا [4]

- في 31 مايو 2022، في يوم إحياء ذكرى ضحايا القمع السياسي في كارقندا إثنوبارك، تم افتتاح نصب تذكاري جديد لضحايا هولودومور.[5] يقع النصب التذكاري بالقرب من المسجد على أراضي إثنوبارك، الذي أنشأه زارموخاميد تلغينولي من الجرانيت. يبلغ ارتفاع النصب التذكاري على قاعدة التمثال 1.2 متر.

### أخرى
•حديقة الحيوانات كارقندا

### التعليم
•جامعة كارقندا الطبيه الحكومية
•جامعة كارقندا التقنية
•جامعة كارقندا الفنية الحكومية 
•جامعة كارقندا الطبية

### النقل
يقع مطار ساري أركا على بعد 20 كيلومترا جنوب شرق المدينة. تخدم المدينة أيضا القطارات حيث تتوقف جميعها في محطة سكة حديد كارقندا

## المناخ
يظهر الجدول التالي التغييرات المناخية على مدار السنة لقراغندي:
| البيانات المناخية لـكارقندا       | البيانات المناخية لـكارقندا | البيانات المناخية لـكارقندا | البيانات المناخية لـكارقندا | البيانات المناخية لـكارقندا | البيانات المناخية لـكارقندا | البيانات المناخية لـكارقندا | البيانات المناخية لـكارقندا | البيانات المناخية لـكارقندا | البيانات المناخية لـكارقندا | البيانات المناخية لـكارقندا | البيانات المناخية لـكارقندا | البيانات المناخية لـكارقندا | البيانات المناخية لـكارقندا |
| الشهر                             | يناير                       | فبراير                      | مارس                        | أبريل                       | مايو                        | يونيو                       | يوليو                       | أغسطس                       | سبتمبر                      | أكتوبر                      | نوفمبر                      | ديسمبر                      | المعدل السنوي               |
| --------------------------------- | --------------------------- | --------------------------- | --------------------------- | --------------------------- | --------------------------- | --------------------------- | --------------------------- | --------------------------- | --------------------------- | --------------------------- | --------------------------- | --------------------------- | --------------------------- |
| الدرجة القصوى °م (°ف)             | 6.2 (43.2)                  | 7.0 (44.6)                  | 22.3 (72.1)                 | 30.6 (87.1)                 | 35.6 (96.1)                 | 39.1 (102.4)                | 39.6 (103.3)                | 40.2 (104.4)                | 37.4 (99.3)                 | 27.6 (81.7)                 | 18.9 (66.0)                 | 11.5 (52.7)                 | 40.2 (104.4)                |
| متوسط درجة الحرارة الكبرى °م (°ف) | −8.7 (16.3)                 | −7.7 (18.1)                 | −1.4 (29.5)                 | 12.0 (53.6)                 | 20.1 (68.2)                 | 25.6 (78.1)                 | 26.8 (80.2)                 | 25.4 (77.7)                 | 19.2 (66.6)                 | 10.5 (50.9)                 | −0.2 (31.6)                 | −6.8 (19.8)                 | 9.6 (49.3)                  |
| المتوسط اليومي °م (°ف)            | −12.9 (8.8)                 | −12.7 (9.1)                 | −6.2 (20.8)                 | 5.6 (42.1)                  | 13.3 (55.9)                 | 18.9 (66.0)                 | 20.4 (68.7)                 | 18.6 (65.5)                 | 12.2 (54.0)                 | 4.4 (39.9)                  | −4.8 (23.4)                 | −11.0 (12.2)                | 3.8 (38.8)                  |
| متوسط درجة الحرارة الصغرى °م (°ف) | −17.1 (1.2)                 | −17.2 (1.0)                 | −10.4 (13.3)                | 0.1 (32.2)                  | 6.9 (44.4)                  | 12.3 (54.1)                 | 14.3 (57.7)                 | 12.3 (54.1)                 | 6.1 (43.0)                  | −0.3 (31.5)                 | −8.6 (16.5)                 | −15.1 (4.8)                 | −1.4 (29.5)                 |
| أدنى درجة حرارة °م (°ف)           | −41.7 (−43.1)               | −41.0 (−41.8)               | −34.7 (−30.5)               | −24.0 (−11.2)               | −9.5 (14.9)                 | −2.3 (27.9)                 | 1.7 (35.1)                  | −0.8 (30.6)                 | −7.4 (18.7)                 | −19.3 (−2.7)                | −38 (−36)                   | −42.9 (−45.2)               | −42.9 (−45.2)               |
| الهطول مم (إنش)                   | 24 (0.9)                    | 22 (0.9)                    | 22 (0.9)                    | 26 (1.0)                    | 41 (1.6)                    | 36 (1.4)                    | 47 (1.9)                    | 28 (1.1)                    | 21 (0.8)                    | 28 (1.1)                    | 31 (1.2)                    | 26 (1.0)                    | 352 (13.9)                  |
| متوسط الأيام الممطرة              | 1                           | 1                           | 4                           | 9                           | 14                          | 12                          | 14                          | 10                          | 9                           | 9                           | 6                           | 2                           | 91                          |
| متوسط الأيام المثلجة              | 20                          | 19                          | 15                          | 6                           | 1                           | 0                           | 0                           | 0                           | 1                           | 7                           | 15                          | 19                          | 103                         |
| متوسط الرطوبة النسبية (%)         | 79                          | 78                          | 78                          | 61                          | 54                          | 50                          | 55                          | 52                          | 53                          | 66                          | 77                          | 78                          | 65                          |
| ساعات سطوع الشمس الشهرية          | 106                         | 142                         | 189                         | 231                         | 297                         | 335                         | 330                         | 303                         | 247                         | 141                         | 108                         | 99                          | 2٬528                       |
| المصدر #1: Pogoda.ru.net          |                             |                             |                             |                             |                             |                             |                             |                             |                             |                             |                             |                             |                             |
| المصدر #2: NOAA (sun, 1961–1990)  |                             |                             |                             |                             |                             |                             |                             |                             |                             |                             |                             |                             |                             |

## المدن الشقيقة
- سونغبا، كوريا الجنوبية (منذ 1994)
- كامينسك، أوكرانيا
- أراك، إيران (منذ 2008)

## أعلام
- غينادي جولوفكين
- أحمد قديروف
- دميتري كاربوف
- نيلتون بيريرا مينديز
- بيكتاس أبوباكيروف
- كونستانتين إنجل
- إدوارد هاماليانين

• نوركين عبديروف، طيار الحرب العالمية الثانية السوفيتي وبطل الاتحاد السوفيتي. يوجد تمثال على شرف عبديروف في وسط المدينة.
• أنجيليكا أكبر، عازفة بيانو.
• توكتار أوباكيروف، رائد فضاء سابق (سايوز TMA-13) وعضو برلمان كازاخستان.
• بوريس أفروخ، أستاذ الشطرنج الكبير.
•كونستانتين إنجل، لاعب كرة قدم محترف.
•إينا جيرمان، لاعبة كرة طائرة.
• أحمد قاديروف، الرئيس السابق لجمهورية الشيشان.
•أصلان مسخادوف، الرئيس الثالث، جمهورية إشكيريا الشيشانية.
•ألكسندر شوستوف، قافز عالي حائز على الميدالية الذهبية.
• كاتيا إيفانوفا، عارضة أزياء براقة، نجمة تلفزيون الواقع، متسابق الأخ الأكبر للمشاهير في المملكة المتحدة 2009 (ولدت في كاراغاندا في عام 1988).
•بافل فوروبييف، لاعب محترف لهوكي الجليد
• جوزيف فيرث، أسقف التجلي، نوفوسيبيرسك، روسيا
• أناتولي زارابين، مدرب كرة قدم روسي محترف ولاعب سابق.